# 88 Thisbe
88 Thisbe هو كويكب، يقع ضمن حزام الكويكبات. اكتشف في 15 يونيو 1866. وقد اكتشفه كريستسيان هنري فريدريك بيترز.

## روابط خارجية
- 88 Thisbe في قاعدة بيانات مختبر الدفع النفاث لأجرام النظام الشمسي الصغيرة

- الاكتشاف · مخطط المدار ·  العناصر المدارية · المعلمات المادية

- 88 Thisbe على موقع ويكي سكاي: DSS2, SDSS, GALEX, IRAS, Hydrogen α, X-Ray, Astrophoto, Sky Map, Articles and images